# Trish Sie
Trish Sie (* 11. Oktober 1971 in Washington, D.C. als Patricia Mary Kulash) ist eine US-amerikanische Regisseurin für Musikvideos und Filme, darunter Step Up: All In und Pitch Perfect 3.

## Leben
Geboren in Washington, D.C. besuchte Sie das National Music Camp am Interlochen Center for the Arts. 1994 erlangte sie einen Abschluss in Musiktheorie und Komposition an der University of Pennsylvania und arbeitete für die nächsten Jahre als Tänzerin und Choreografin. Zudem eröffnete sie in Orlando die Zebra Room Dance Studios. Für die Rockband OK Go, dessen Hauptsänger ihr Bruder, Damian Kulash, ist, inszenierte sie das Musikvideo zum Song A Million Ways. Es wurde in der Kategorie Bestes Musikvideo bei den 2006 MTV Europe Music Awards nominiert. Für den Song Here It Goes Again inszenierte sie erneut das Musikvideo, welches 2007 einen Grammy Award gewann. 2012 wurde für die Auszeichnung ebenfalls das von Sie inszenierte Musikvideo zu All Is Not Lost in der Kategorie Best Short Form Music Video nominiert. Eine dritte Nominierung bei den Grammys erlangte Sie 2016 mit dem Musikvideo zu OK Gos Upside Down & Inside Out, welches durchgängig auf einem russischen Parabelflug gedreht wurde. Das Video erlangte am ersten Tag mehr als 25 Millionen Aufrufe auf Facebook und wurde ebenfalls für den Ingenuity Award des Smithsonian Magazines nominiert.
2014 hatte Sie mit Step Up: All In ihr Filmdebüt. Später inszenierte sie ebenfalls die Streifen Pitch Perfect 3 und The Sleepover, während sie im Fernsehen bei zwei Episoden der Serie Kirby Buckets Regie führte. Sie ist mit Roe Sie verheiratet, mit dem sie zwei Söhne hat.

## Filmografie (Auswahl)
- 2014: Step Up: All In
- 2017: Kirby Buckets (Fernsehserie, 2 Episoden)
- 2017: Pitch Perfect 3
- 2020: The Sleepover
- 2023: Rendezvous mit Torten (Sitting in Bars with Cake)
- 2024: Players